# Frank Visser (rechter)
Frank Visser (Maartensdijk, 17 mei 1951) is een Nederlandse rechter, televisiepresentator en schrijver. Visser kreeg bij het grote publiek vooral naamsbekendheid door zijn rol als rechter en presentator in het programma De Rijdende Rechter.

## Biografie

### Vroegere jaren
Frank Visser was van 1989 tot 2014 kantonrechter in Zaandam. Voor 1989 was hij griffier bij de rechtbank, rechercheur bij de politie, reclasseringsambtenaar bij het Leger des Heils en officier van justitie. In 1983 werd hij aangesteld als een van de speciale officieren van justitie voor grote fraudezaken. In 2003 werd hij ook benoemd tot buitengewoon ambtenaar der burgerlijke stand in de toenmalige gemeente Loenen (aan de Vecht).

### Televisiecarrière
In 1993 was Visser als deskundige te zien in het RTL 4 programma Elke Nederlander wordt geacht de wet te kennen. In 1995 werd Visser bekend als 'rechter' in het Nederlandse televisieprogramma De Rijdende Rechter van IDTV, dat uitgezonden werd door de NCRV en later van KRO-NCRV. In het televisieprogramma kunnen mensen en organisaties geschillen voorleggen, waarna mr. Frank Visser een bindende uitspraak deed. Er wordt niet officieel recht gesproken: beide partijen tekenen een contract waarin zij aangeven akkoord te gaan met de uitspraak van de rechter in de functie van bindend adviseur (zij sluiten een vaststellingsovereenkomst). Van 2005 tot 2008 was Visser ook bekend als De Vakantierechter. Tussen 2009 en 2015 presenteerde hij voor de NCRV en later KRO-NCRV ook Recht in de Regio.
In augustus 2015 werd bekend dat Visser zou overstappen naar SBS6. Als Rijdende Rechter werd Visser bij KRO-NCRV in 2016 opgevolgd door John Reid.
Sindsdien maakt Visser samen met presentator Viktor Brand de programma's Mr. Frank Visser doet uitspraak en Mr. Frank Visser rijdt visite - beide voor Vincent TV Producties. Tevens is op SBS6 het programma Mr. Frank Visser: hoe is het nu met? te zien, waarin Viktor Brand bij deelnemers van het programma Mr. Frank Visser doet uitspraak langsgaat om uit te zoeken hoe het nu na de uitspraak gaat en of er nog problemen zijn. Visser is hierbij niet te zien. Sinds najaar 2020 heeft hij een nieuw programma genaamd Mr. Frank Visser: Wordt U Al Geholpen?. Dit is een spreekuur, bijna iedere werkdag uitgezonden, waarin hij juridisch advies uitbrengt. Sinds eind september 2020 verwelkomt Viktor Brand de gasten.
Sinds 2020 helpt mr. Reinier Groos bij de programma's Mr. Frank Visser rijdt visite en Mr. Frank Visser: wordt u al geholpen?. Groos geeft ook juridisch advies bij zaken en zal langzaam meer zaken voor zijn rekening nemen. Op 30 september 2021 was Bart Beuving voor het eerst te zien als vervangende rechter in het programma Mr. Frank Visser doet uitspraak.

### Bestuurslid Stichting Onterechte BKR-registratie
Op 3 april 2023 heeft Frank Visser de Stichting Onterechte BKR-registratie opgericht. De ANBI stichting zet zich in voor een eerlijker registratiebeleid, zodat mensen niet meer onnodig lang worden achtervolgd door een registratie.

## Televisie
| Jaar       | Productie                              | Opmerkingen                                                             |
| ---------- | -------------------------------------- | ----------------------------------------------------------------------- |
| 1995-2015  | De Rijdende Rechter                    | Als rechter en een van de presentatoren                                 |
| 2005-2008  | De Vakantierechter                     | Als rechter en een van de presentatoren                                 |
| 2009-2015  | Recht in de Regio                      | Als rechter en een van de presentatoren                                 |
| 2016-heden | Mr. Frank Visser doet uitspraak        | Met Viktor Brand (en mr. Bart Beuving sinds 2021)                       |
| 2017-2020  | Mr. Frank Visser rijdt visite          | Met mr. Reinier Groos (vanaf 2020)                                      |
| 2020       | Ik hou van Holland                     | Teamlid, team Jeroen                                                    |
| 2020-2021  | Mr. Frank Visser: wordt u al geholpen? | Met mr. Reinier Groos (later in het seizoen toegevoegd) en Viktor Brand |
| 2021-2022  | Wordt u al geholpen?                   | Met mr. Reinier Groos, mr. Bart Tromp en Viktor Brand                   |

### Bestseller 60
| Boeken met noteringen in de Nederlandse Bestseller 60 | Jaar van verschijnen | Datum van binnenkomst | Hoogste positie | Aantal weken | Opmerkingen |
| ----------------------------------------------------- | -------------------- | --------------------- | --------------- | ------------ | ----------- |
| Met vallen en opstaan                                 | 2023                 | 03-05-2023            | 52              | 1            |             |

- International Standard Name Identifier: 0000 0003 6891 4098
- Nederlandse Thesaurus van Auteursnamen: 073049522
- Virtual International Authority File: 288844782
- WorldCat: E39PBJkp4yfjrGVCx4wjDCGmBP